# Еиџи Уеда
Еиџи Уеда (јап. 上田 栄治; 22. децембар 1953) бивши је јапански фудбалер н тренер.

## Каријера
Током каријере играо је за Фуџита.
Био је тренер јапанске фудбалске репрезентације за жене од 2003. до 2004.